# Březovník obecný

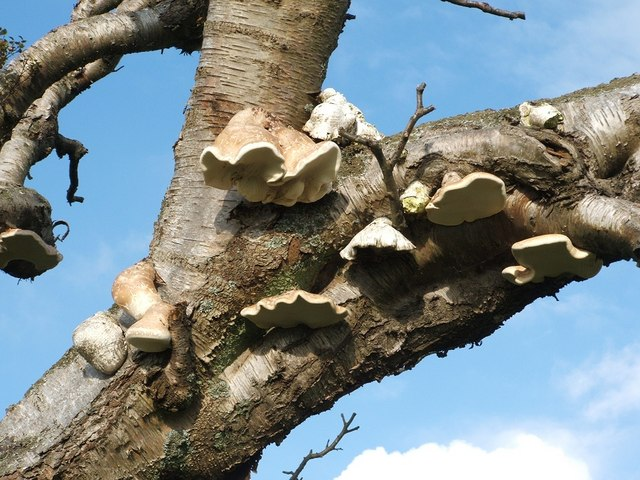
Březovník obecný Piptoporus betulinus

Březovník obecný (Piptoporus betulinus) je houba z čeledě Botryosphaeriaceae řádu (Botryosphaeriales). Tento druh je rostlinný patogen napadající rod bříza (Betula), ale živící se i rozkladem dřevní hmoty tohoto druhu (je také saprofág).
Plodnice houby březovník obecný byly nalezeny u mumifikovaného muže nalezeného v Alpách nazývaného „Ötzi“. Podle výzkumů provedených v souvislosti s nálezem březovník Piptoporus betulinus obsahuje toxické látky a kyseliny, které působí jako silné projímadlo a vede k silným ale krátce trvajícím průjmům. Objev naznačuje, že účinků houby si byl nalezený muž vědom a bojoval proti svým střevním parazitům s odměřenými dávkami plodnice houby.
Tento druh březovníku obsahuje také oleje, které jsou toxické pro některé mnohobuněčné organismy a mají antiobiotické vlastnosti, působí proti mykobakteriím. Houba je nejedlá. Někteří autoři ovšem uvádějí, že je jedlá ale nepříliš chutná.

## EPPO kód
PIPTBE

## Synonyma patogena

### Vědecké názvy
Podle EPPO a Biolib je pro patogena s označením březovník obecný Piptoporus betulinus používáno více rozdílných názvů, například Agarico-pulpa pseudoagaricon nebo Ungulina betulina.

## Zeměpisné rozšíření
- Severní polokoule

### Výskyt v Česku

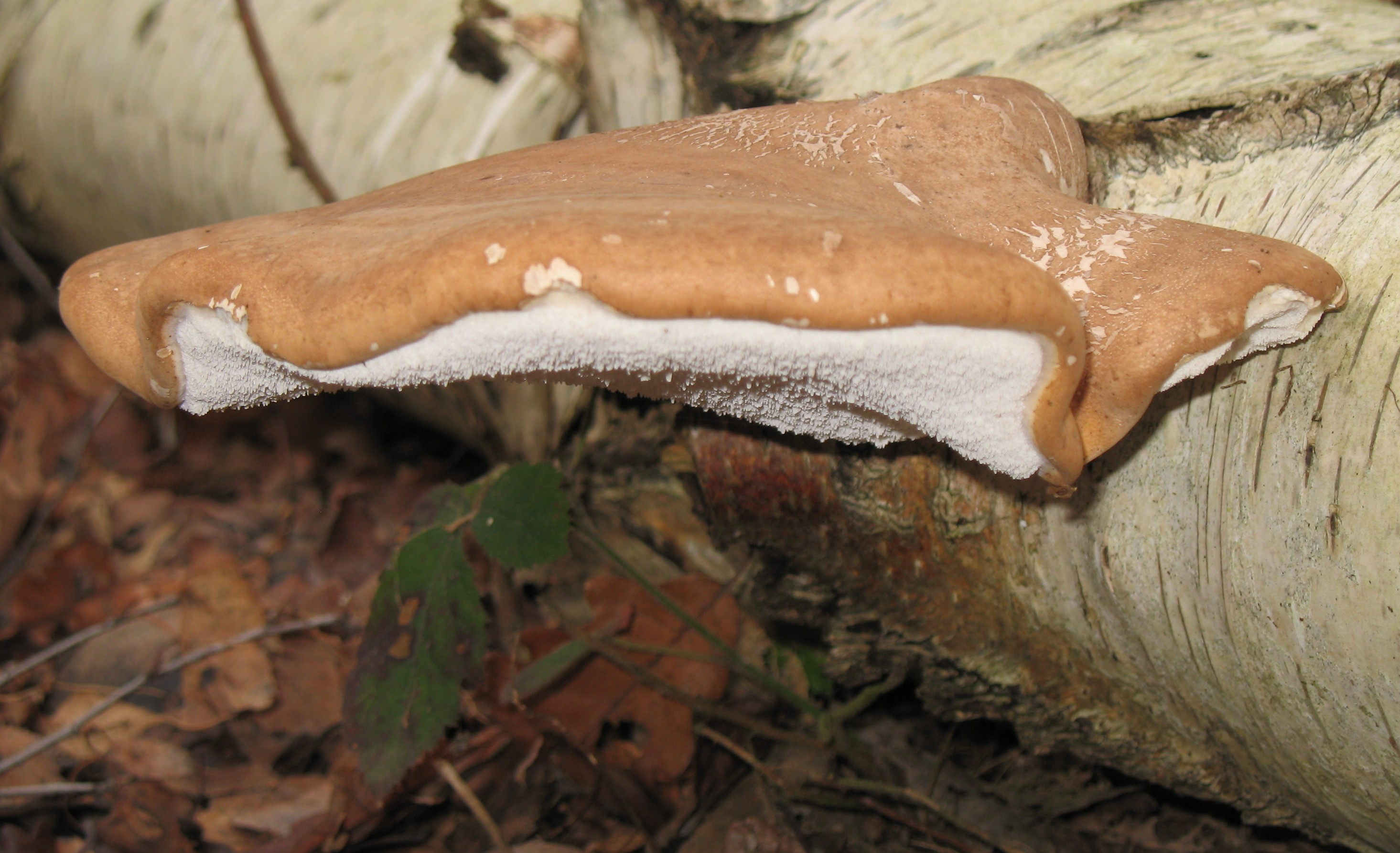
Plodnice

Potvrzen.

## Popis
Chorošovitá houba. Límcovité plodnice, klobouk 5–20 cm široký, zcela hladký, bělavý, světle hnědý až narezle hnědý nebo šedavý, 2–5 cm silný, tvarem kopytovitý, ledvinovitý nebo vějířovitý. Plodnice je popisována jako okrouhlá nebo polokulovitá. U starších jedinců může být povrch rozpukaný. Je přisedlý nebo přirostlý třeňovitě zúženým bokem k substrátu. Rourky jsou drobné 0,2-0,8 cm vysoké, většinou však kratší, mají bílou až našedlou barvu. Plodnice je v mládí měkká a šťavnatá, později vatovitě korkovitá, suchá, drobivá a velmi lehká.
Vůně poněkud nakyslá a chuť taktéž mírně nakyslá.

## Hostitel
Bříza

## Příznaky
Plodnice se často objevují až na rostlině, která již na následky působení patogena uhynula. Červenohnědá hniloba dřeva.Dřevo se rozpadá na kostičky mezi nimiž jsou plátky podhoubí. Napadení postupuje rychle z koruny směrem dolů, lámou se větve, kmen.

### Možnost záměny
Březovník obecný je podobný též nejedlému, vzácnému pstřeňovci dubovému (Buglossoporus quercinus). Ten se však vyskytuje na dubech.

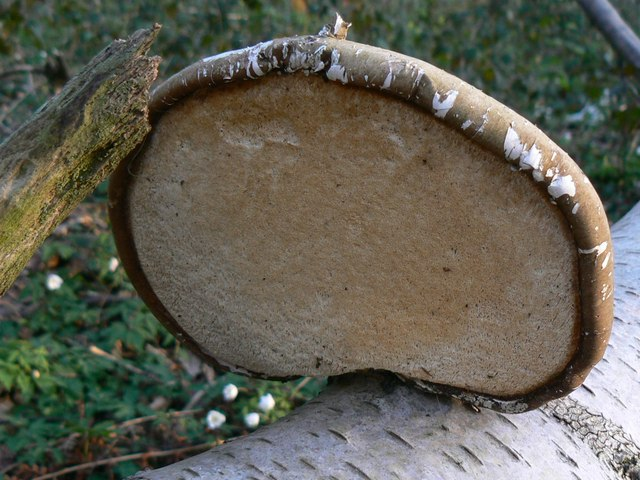
Okraj plodnice je hladce ohrnutý dovnitř.
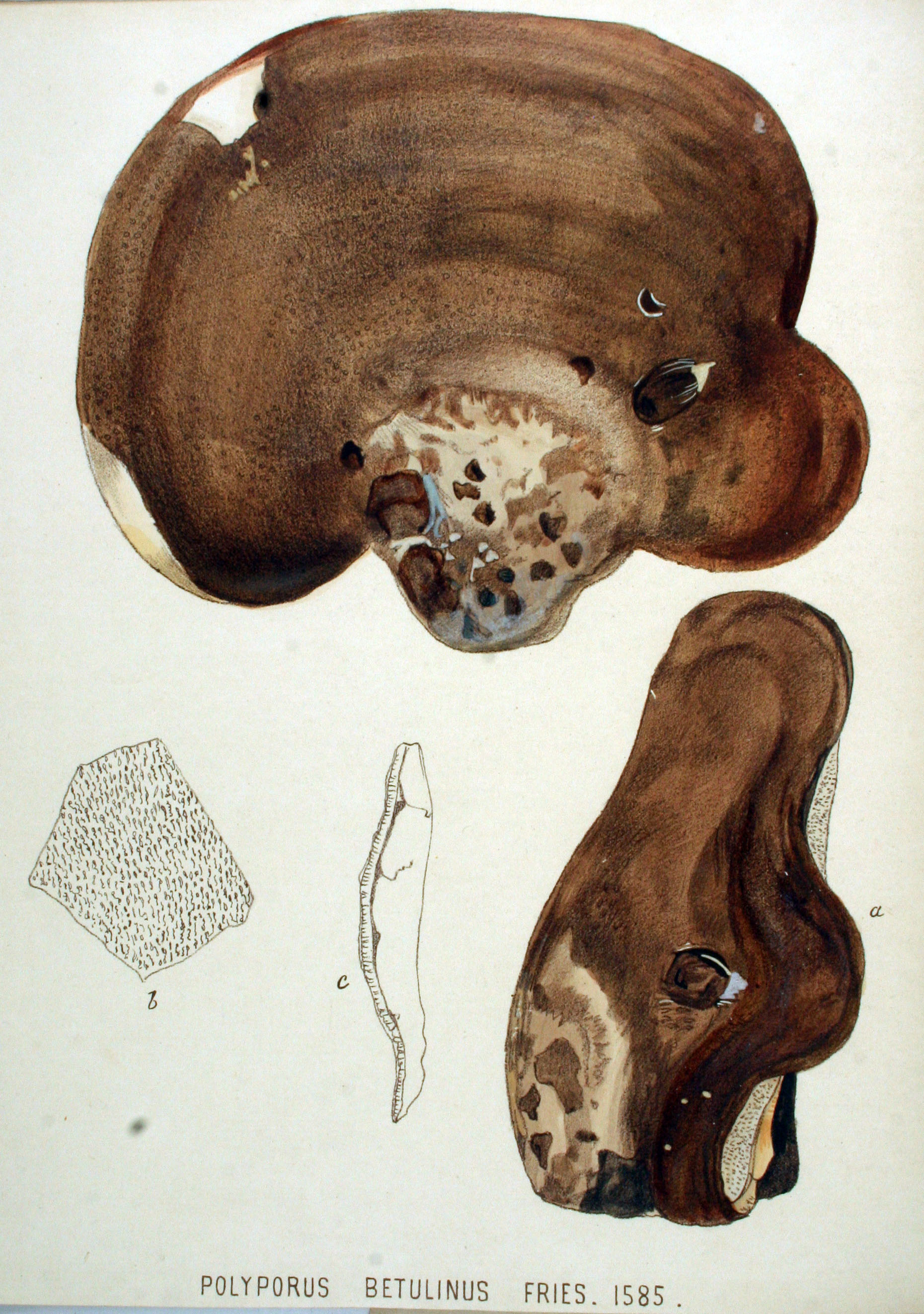
starší plodnice se poněkud liší tvarem a barvou od mladších.
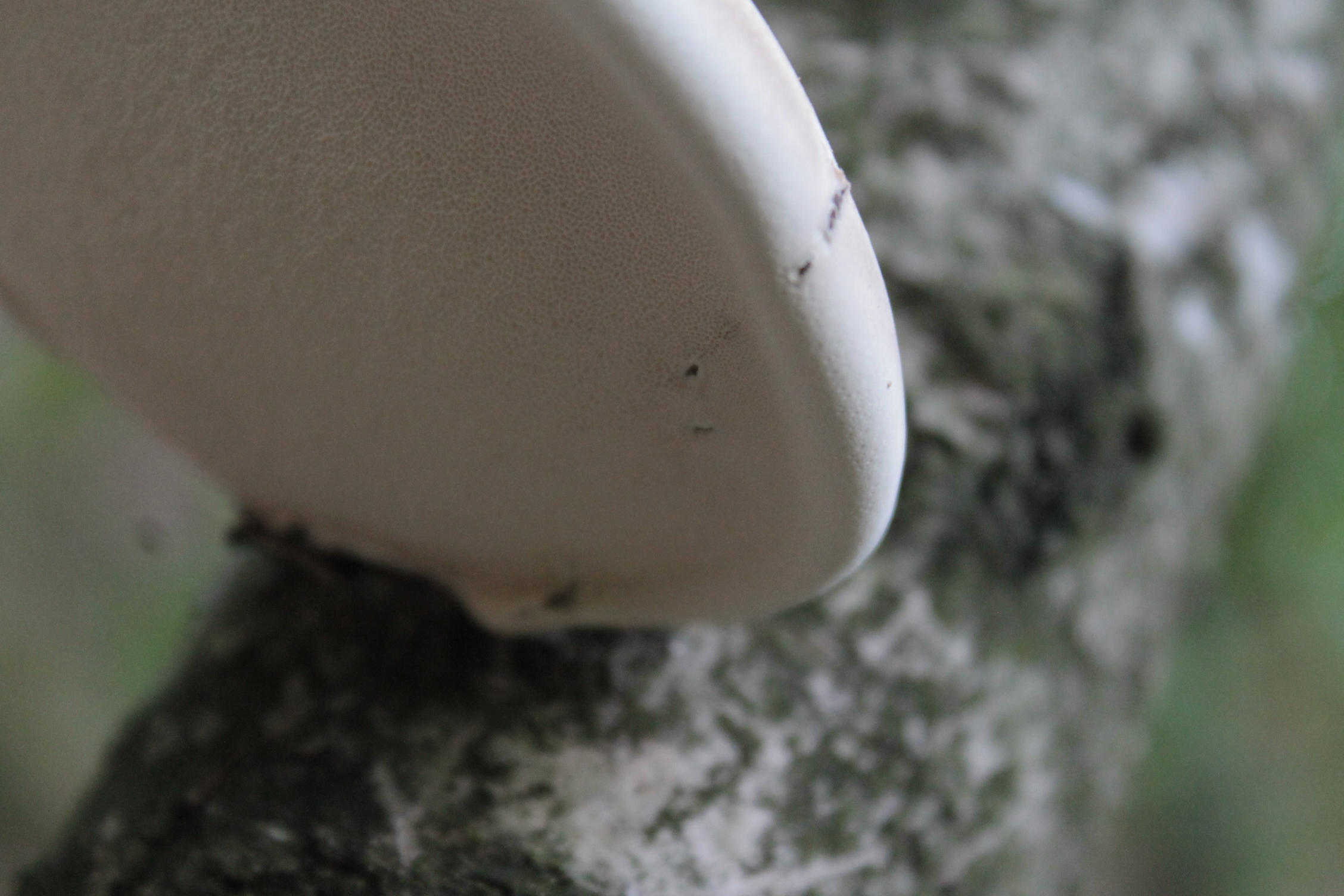
Mladá měkká plodnice, zespodu.
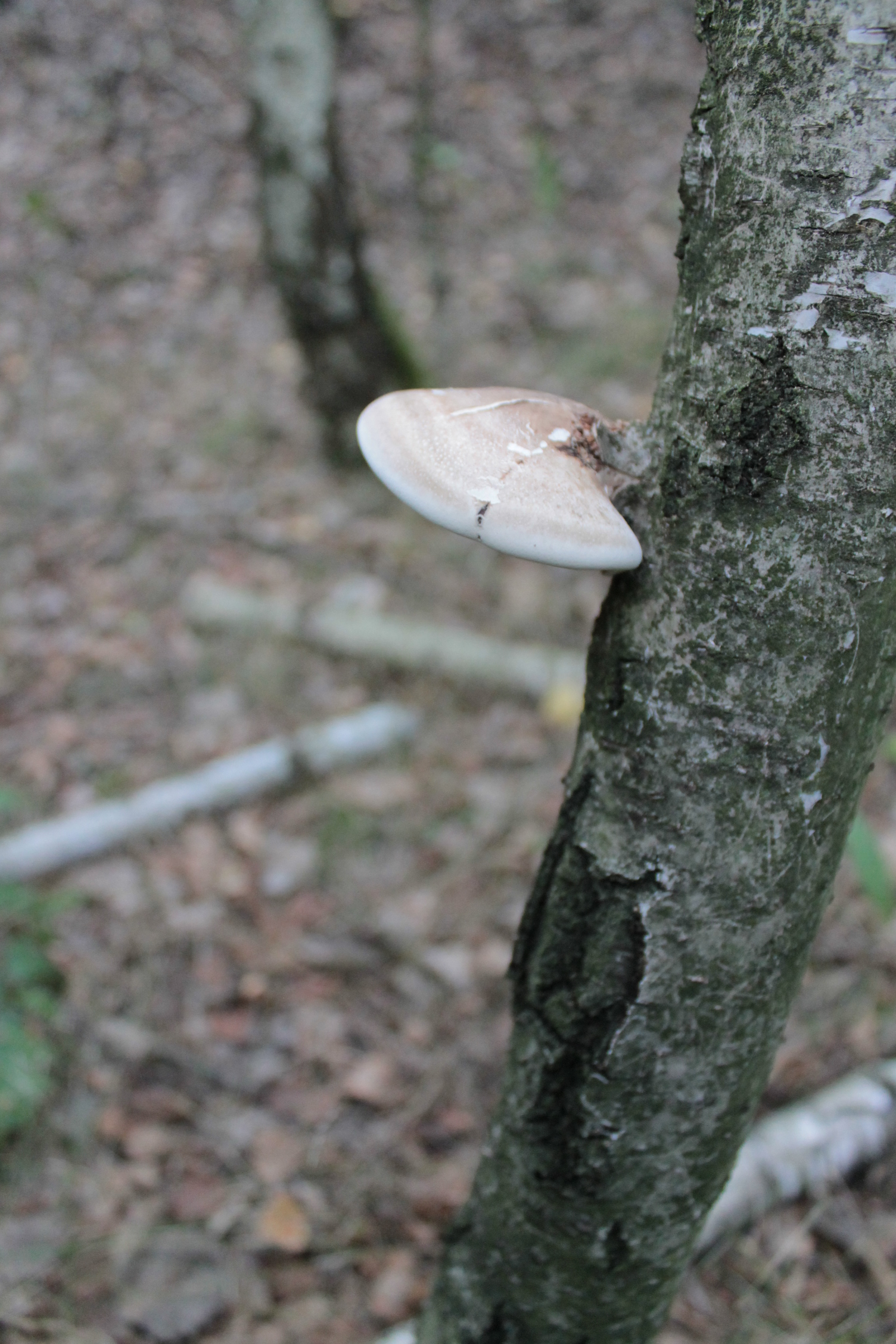
Mladá plodnice seshora.

## Význam
Způsobuje hnědou hnilobu, lámání větví a úhyn dřevin. Zničeno bývá až 2 % dřevin v březových lesích v USA.
Někteří lidé jej používají na čajový vývar, v jeho dužnině byla totiž zjištěna látka betulin, která brzdí růst nádorových buněk. Vzhledem k vedlejším účinkům se neuvažuje o použití houby proti nádorovému bujení v praxi.
Rozložené dřevo bříz se používalo ve Švýcarsku k čištění hodinových strojků, z dužniny houby se vyráběly korkovité hranolky pro sběratele hmyzu.
Na březovníku Piptoporus betulinus parazituje houba masenka citrónová (Hypocrea lactea) a nedohub oranžový (Hypomyces aurantius).

## Ekologie
Roste ve smíšených lesích nebo březových hájích, parazituje na živých i odumřelých kmenech a větvích bříz.

## Ochrana rostlin
Omezení stresových faktorů. Napadení často následuje po období sucha, mrazu, poškození ohněm. Pravidelně napadá starší stromy.

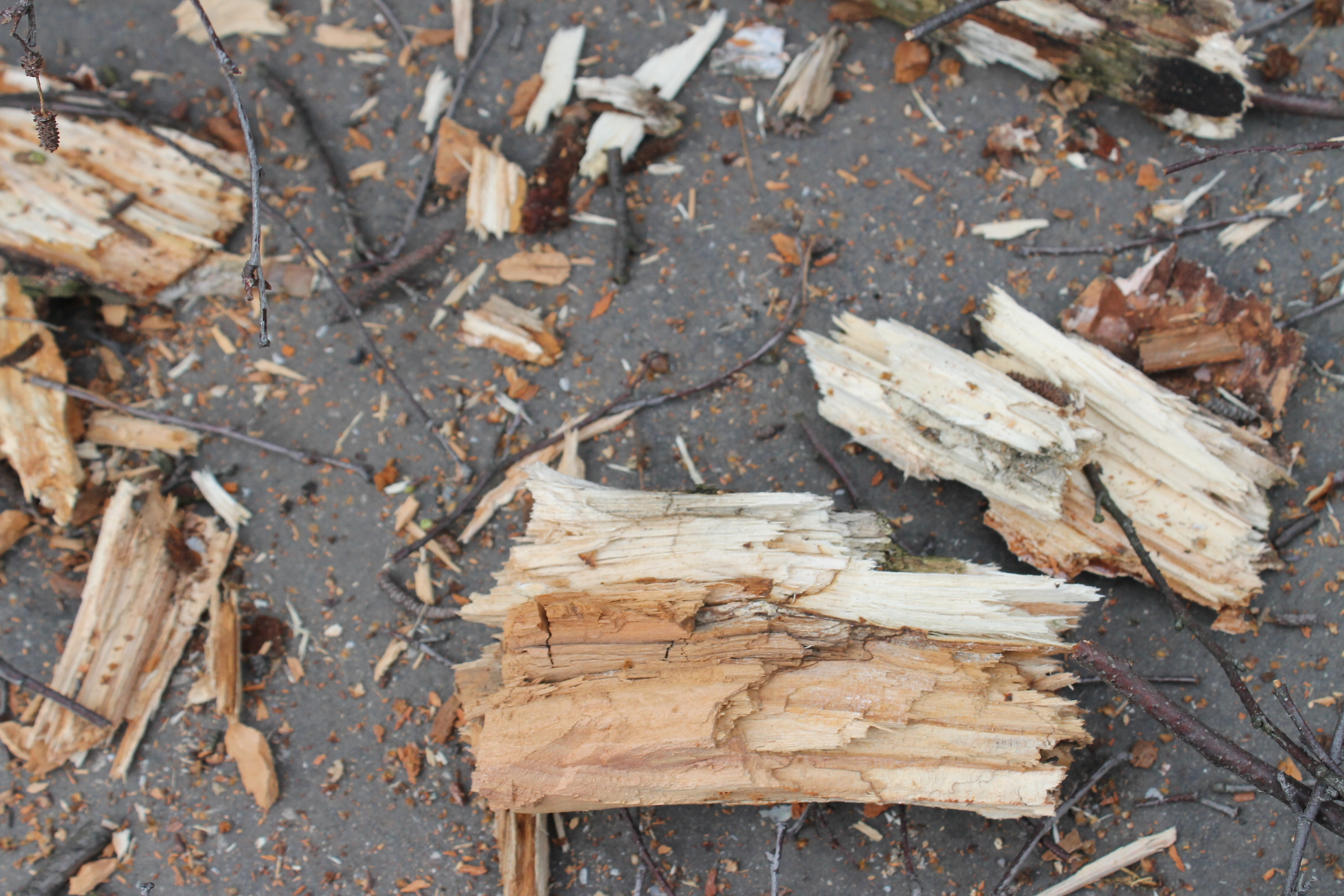
Krychličkový rozklad dřeva.
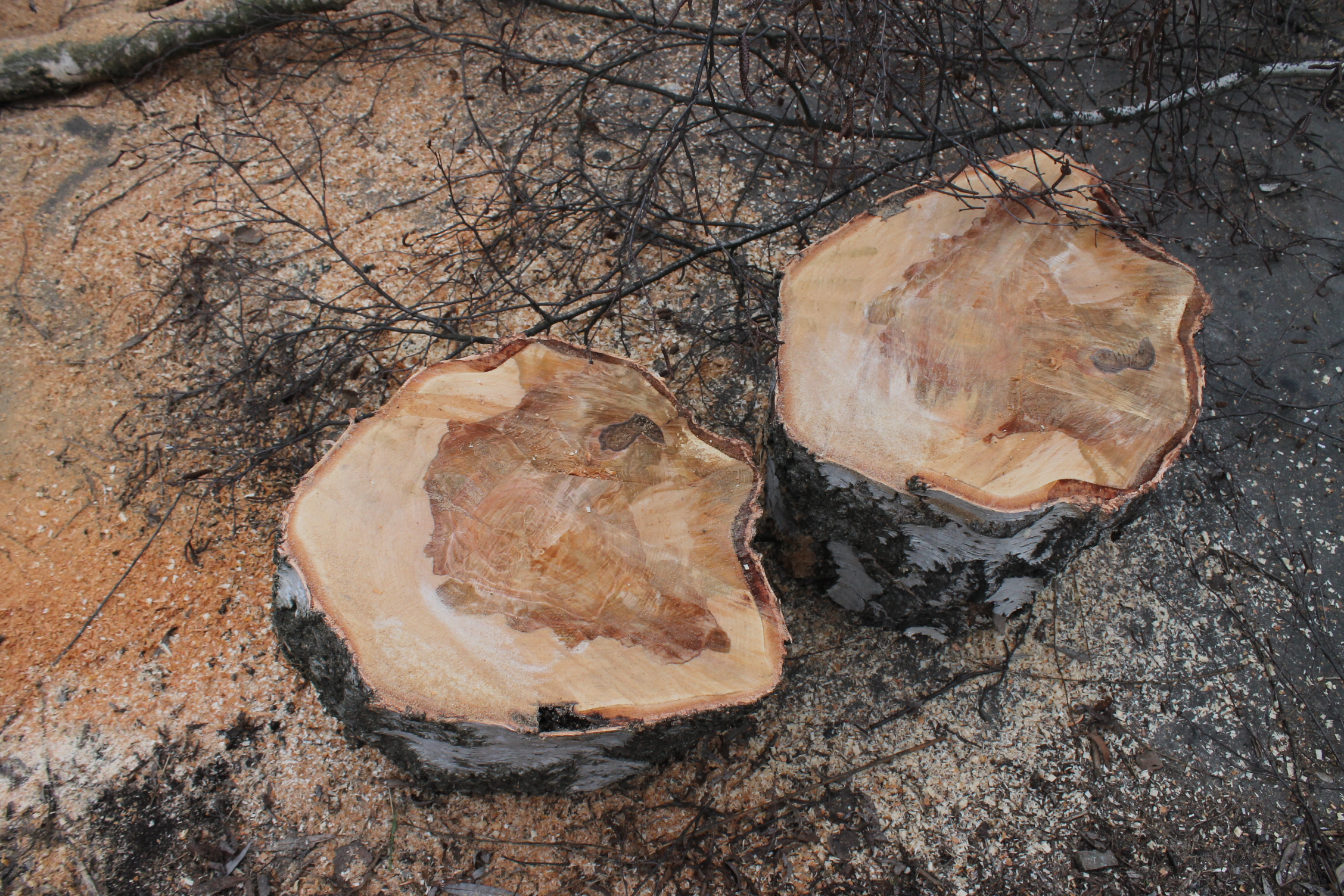
Napadení kmene.
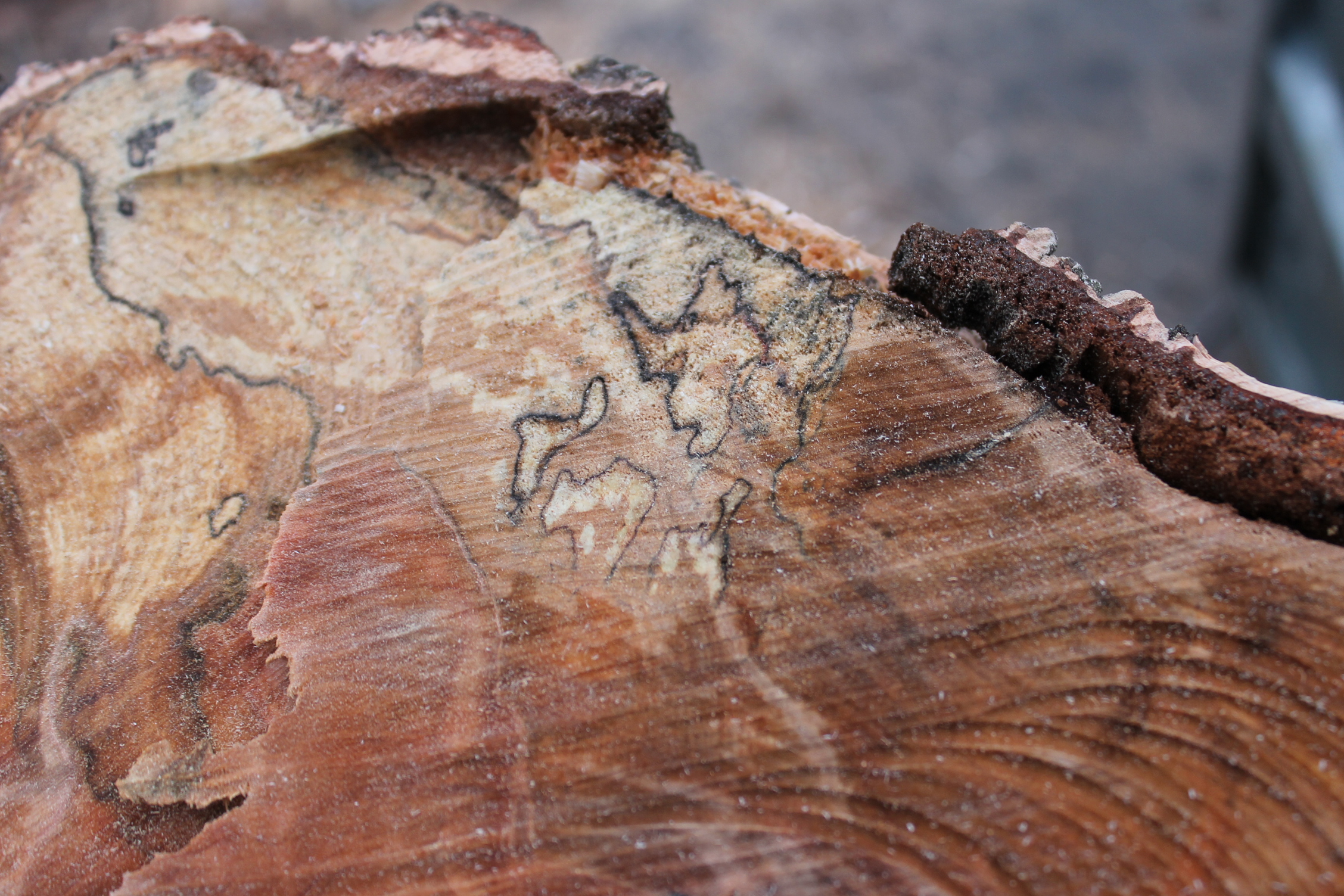
Detail napadení.